# Praia de Caponga
Caponga é um praia brasileira localizada na cidade de Cascavel no estado do Ceará, tendo a extensão aproximada de 4,5 km. É vizinha das praias de Águas Belas, a leste, e Balbino, a oeste.
A praia de Caponga está localizada a cerca de  63 quilômetros de Fortaleza e a 16 km de Cascavel.
É rica em belezas naturais. Apresenta dunas e tem um cajueiro que apresenta a mesma anomalia do famoso Cajueiro de Pirangi do Norte, no Rio Grande do Norte.